# Márer-ház
A Márer-ház egy szecessziós stílusú műemlék épület a szegedi Tisza Lajos körúton.
Az épület az árvíz előtti Fapiac, későbbi ismert nevén Sina-telek északi peremén helyezkedik el, közvetlenül a Tisza Lajos körút mellett. A telken eredetileg Milkó Vilmos kezdett építkezésbe, hogy fakereskedése számára raktárat építsen. Az épületet a korszak egy úttörőnek számító technikájával, vasbetonból kezdték el építeni, azonban a beruházónak a munkálatokra nem volt hatósági engedélye. A falak már álltak, amikor az épületkezdeményt Márer Ármin gabonakereskedő vásárolta meg. A Márer család is hosszú bürokratikus csatározásba bonyolódott a hatóságokkal, akik hol az épület kinézetét, hol a szükséges statikai számításokat hiányolták. Az épület tervein építés közben több változtatást hajtottak végre, a beruházó elállt attól a szándékától, hogy az épületet paprika őrlésére használják, így lehetővé vált annak belső átrendezése is. A második világháború idején stratégiai fontosságú Tisza-híd közelsége miatt a Márer-ház pincéit is óvóhellyé alakították. A háború után egy cipész szövetkezet vette birtokba az épületet, majd a Szent-Györgyi Albert Orvostudományi Egyetem birtokába jutott. Az egyetem az Általános Orvosi Kar könyvtárát helyezte el az épületben. 2005 után az SZTE Általános Orvosi Karának Dékáni Hivatala költözött az egykor fatelepnek szánt házba. 2008-ban egy Szent-Györgyi Albert munkásságát bemutató emlékszobát hoztak létre az épületben. A Márer-ház 2009 óta műemléki védelem alatt áll.
Az épület homlokzata a geometrikus szecesszió jegyeit viseli. A vakolt falfelületek nútozása faragott kövekből rakott falat imitál. Az épület homlokzatán több helyen is láthatóak a román kori templomok lőrésszerű ablakaira emlékeztető hosszú vertikális nyílások. A nyílások megjelennek a tetőzet apró kupolái alatt, illetve ezen formák láthatóak a bejárat rácsain is. Bár az épület a 20. század második felétől könyvtárként is működött, az erkély zárókövein és oszlopfőin látható bagolyszerű alakzatok már korábban megvoltak.